# 경덕여자고등학교
경덕여자고등학교(慶德女子高等學校)는 대한민국 대구광역시 서구 중리동에 위치한 공립 고등학교이다.

## 학교 연혁
- 1983년 1월 10일 : 경덕여자고등학교 설립 인가(36학급)
- 1983년 3월 1일 : 초대 손승목 교장 취임
- 1983년 3월 5일 : 제1회 입학식 거행(724명 입학)
- 1983년 9월 23일 : 개교 기념식 거행
- 2003년 10월 23일 : 경덕관(강당 겸 체육관) 준공식
- 2004년 9월 23일 : 디지털 도서관 개관
- 2005년 2월 25일 : 잔디 우레탄 운동장 완공
- 2009년 8월 27일 : 급식관 준공
- 2021년 9월 1일 : 제15대 한숙원 교장 취임
- 2022년 2월 9일 : 제37회 졸업식(졸업생 184명, 총 18,994명)
- 2022년 3월 2일 : 제40회 입학식(입학생 141명)

## 참고 자료
- 경덕여자고등학교 - 한국교육학술정보원 학교알리미